# Teuchophorus miles
Teuchophorus miles är en tvåvingeart som beskrevs av Henk J.G. Meuffels och Patrick Grootaert 2004. Teuchophorus miles ingår i släktet Teuchophorus och familjen styltflugor. Inga underarter finns listade i Catalogue of Life.